# Lei Fundamental da República Federal da Alemanha

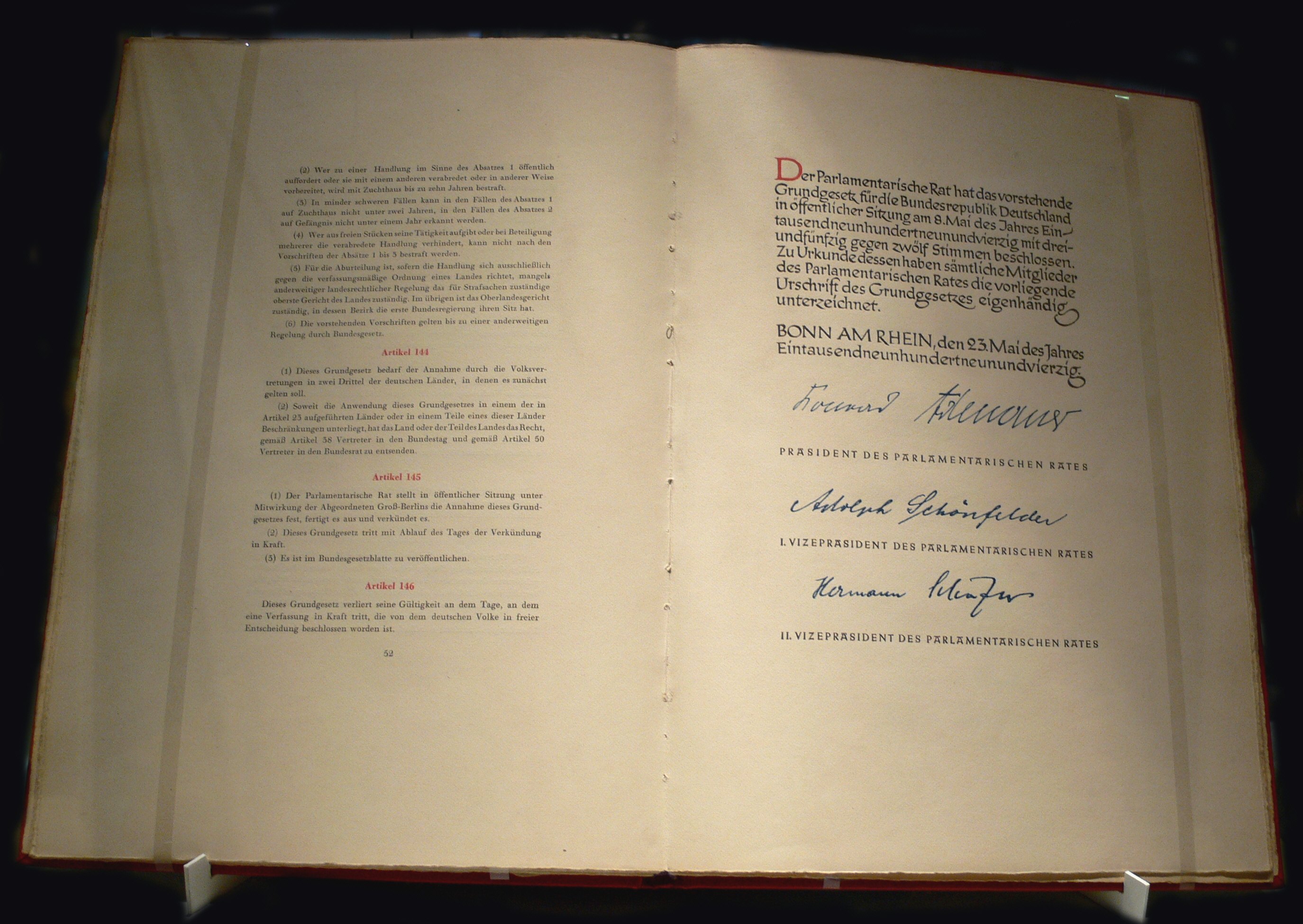
1949

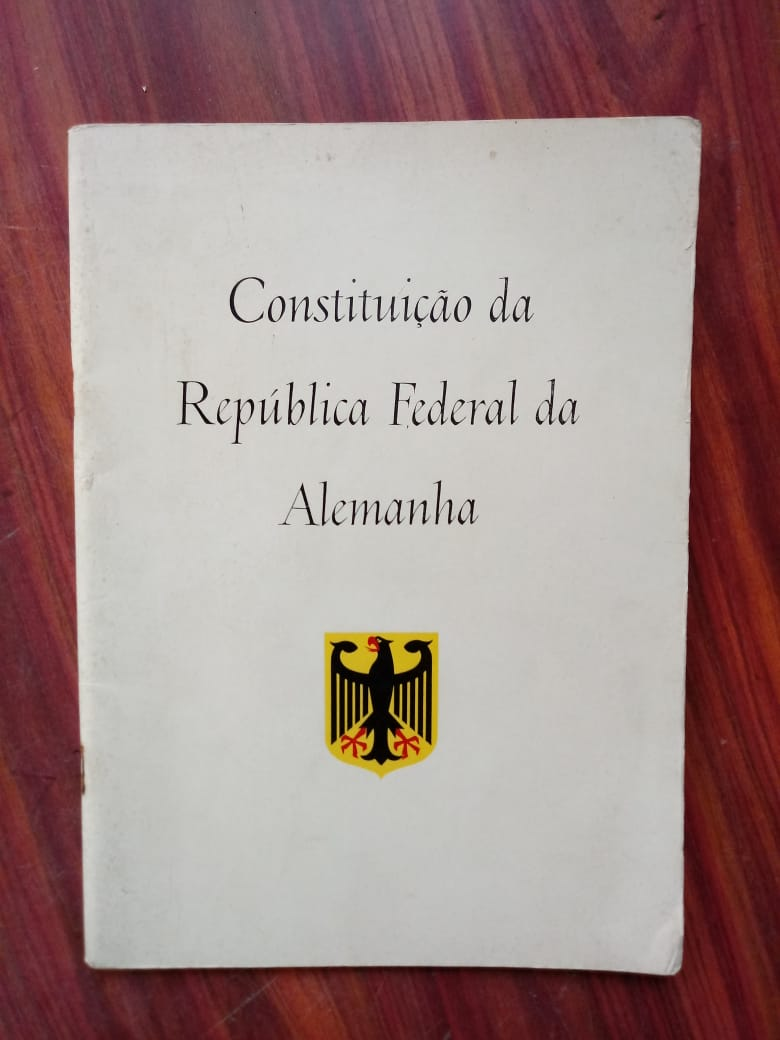
Edição em língua portuguesa impressa no Brasil em 1961.

A Lei Fundamental da República Federal da Alemanha (em alemão:  Grundgesetz für die Bundesrepublik Deutschland) é a constituição da Alemanha. 

## História
Ela foi formalmente aprovada em 8 de Maio de 1949 e, com a assinatura dos Aliados, entrou em vigor em 23 de Maio de 1949 como a constituição de facto da Alemanha Ocidental.
A palavra alemã Grundgesetz pode ser traduzida tanto para Lei Básica ou Lei Fundamental. O termo Verfassung (constituição) não foi usado, pois os criadores viam o Grundgesetz como um documento provisório, que seria substituído pela constituição da Alemanha re-unida. Isso não foi possível no contexto da Guerra Fria e da orientação comunista do setor soviético da Alemanha, que depois em 1949 proclamou-se República Democrática da Alemanha, dividindo a Alemanha em dois estados.

## Reunificação
Quarenta anos depois, em 1990, a Alemanha finalmente foi reunificada quando os estados da RDA pacificamente se uniram com a parte ocidental, a República Federal da Alemanha. Depois da reunificação, a Lei Fundamental permaneceu, tendo provado ser um fundamento estável da próspera democracia da Alemanha Ocidental que emergiu das ruínas da Segunda Guerra Mundial. Algumas mudanças foram feitas em 1990, sendo a maioria pertinentes à reunificação, tal como do preâmbulo. Outras grandes emendas foram feitas em 1994, 2002 e 2006.